# Schlehen-Schmuckspanner
Der Schlehen-Schmuckspanner (Crocallis tusciaria), auch Dunkler Schmuckspanner oder Waldreben-Schmuckspanner genannt, ist ein Schmetterling (Nachtfalter) aus der Familie der Spanner (Geometridae).

## Merkmale

### Falter
Die Falter erreichen eine Flügelspannweite von 31 bis 40 Millimetern. Die Vorderflügel sind in der Regel gelbbraun und zeigen ein braunes Mittelfeld, das von einer dunkelbraunen, leicht eingeschnürten Querlinie nach innen sowie einer weiteren dunkelbraunen, eingebuchteten Querlinie nach außen begrenzt wird und das außerdem einen großen schwarzen Mittelpunkt aufweist. Am Saum befindet sich meist eine aus schwarzen Punkten gebildete Linie, die zuweilen unvollständig ist. Der Apex ist spitz. Vereinzelt kommen auch Exemplare vor, die graubraun oder schwarzbraun gefärbt sind. Auch die Kontrastintensität des Mittelfeldes ist sehr variabel. Die Hinterflügel sind in der jeweiligen Farbe der Vorderflügel angelegt, meist jedoch etwas heller und zeigen oftmals eine dunkle Querlinie und einen Mittelfleck. Der Saugrüssels ist verkümmert. Die Fühler der Männchen sind beidseitig gekämmt, diejenigen der Weibchen sind fadenförmig. Der Thorax ist bei beiden Geschlechtern stark behaart.

### Ei
Das Ei ist vierkantig, an Ober- und Unterseite abgeflacht. Es hat zunächst eine grünliche Farbe und geht später in rötliche Tönungen über. Die Mikropylrosette ist zehn- bis zwölfblättrig.

### Raupe
Erwachsene Raupen haben eine bräunliche Färbung. Auf dem Rücken sind zuweilen einige dunkle Flecke zu erkennen. Charakteristisch sind zwei kleine spitze Warzen auf dem elften Segment.

### Puppe
Die Puppe hat eine rotbraune Farbe und zeigt zwei lange Enddornen am Kremaster.

## Ähnliche Arten
Der Helle Schmuckspanner (Crocallis elinguaria) unterscheidet sich eindeutig durch die schwächer eingebuchteten Begrenzungsquerlinien des Mittelfeldes. Er ist in der Regel im Gesamterscheinungsbild heller gefärbt. Nachfolgend sind die Hauptunterscheidungsmerkmale gegenübergestellt:
| tusciaria                              | elinguaria                              | tusciariaelinguaria |  |
| -------------------------------------- | --------------------------------------- | ------------------- |  |
| innere Querlinie eingebuchtet          | innere Querlinie nahezu gerade          | tusciariaelinguaria |  |
| äußere Querlinie eingeschnürt          | äußere Querlinie nur leicht gebogen     | tusciariaelinguaria |  |
| Hinterflügel mit dunkler Querlinie     | Hinterflügel mit undeutlicher Querlinie | tusciariaelinguaria |  |
| Gesamterscheinungsbild meist braungelb | Gesamterscheinungsbild meist hellgelb   | tusciariaelinguaria |  |

## Geographische Verbreitung und Lebensraum
Der Schlehen-Schmuckspanner kommt von Marokko lückenhaft durch Südeuropa bis Kleinasien sowie weiter bis zum Kaukasus, Nordiran und nach Turkmenistan vor. Richtung Osten reicht das Vorkommen bis zum Südural. In einigen westlichen Regionen und im Norden Europas fehlt die Art. In den Alpen steigt sie bis auf eine Höhe von 900 Metern. Sie bewohnt bevorzugt warme Hänge, Gebüsch- und Heckenlandschaften sowie Waldränder.

## Lebensweise
Die in einer Generation erscheinenden Falter sind nachtaktiv. Die Hauptflugzeit fällt in die Monate August bis Oktober. Sie besuchen gerne künstliche Lichtquellen. Die Raupen leben im Mai und Juni polyphag an den Blättern verschiedener Pflanzen, beispielsweise an Schlehdorn (Prunus spinosa), Gewöhnlicher Waldrebe (Clematis vitalba), Weißdorn (Crataegus), Faulbaum (Frangula alnus) oder an Berberitze (Berberis vulgaris). Das Ei überwintert.

## Gefährdung
Der Schlehen-Schmuckspanner kommt in den mittleren und südlichen deutschen Bundesländern vor und wird auf der Roten Liste gefährdeter Arten in Kategorie 3 (gefährdet) eingestuft. Der Gefährdungsstatus in Baden-Württemberg ist unklar und muss weiter untersucht werden.

## Unterarten
Folgende Unterarten sind bekannt:
- Crocallis tusciaria tusciaria
- Crocallis tusciaria taurica